# Cyclops ceibaensis
Cyclops ceibaensis is een eenoogkreeftjessoort uit de familie van de Cyclopidae. De wetenschappelijke naam van de soort is voor het eerst geldig gepubliceerd in 1919 door Marsh.